# John Wooldridge
Pour les articles homonymes, voir Wooldridge.
John (De Lacy) Wooldridge, né le 18 juillet 1919 à Yokohama (Japon) et mort le 27 octobre 1958 dans le Hertfordshire (Angleterre), est un compositeur et dramaturge britannique.

## Biographie
Éduqué à Londres, John Wooldridge apprend en particulier la musique auprès d'un disciple de Jean Sibelius. En 1938, il intègre la Royal Air Force (RAF) et sert durant la Seconde Guerre mondiale au sein de la RAF Bomber Command, comme pilote et instructeur.
Après sa démobilisation sur blessure fin 1945, il se tourne vers le cinéma et s'intéresse à la musique de film. On lui doit ainsi des partitions pour treize films britanniques (ou en coproduction) sortis entre 1947 et 1958, dont Guet-apens de Victor Saville (1949), La Femme en question d'Anthony Asquith (1950) et Cinq secondes à vivre de Victor Vicas (1957).
Par ailleurs, alors encore actif à la RAF, il compose en 1944 le poème symphonique The Constellations et la pièce d' orchestre A Solemn Hymn to Victory. Parmi ses autres compositions classiques, suivent notamment un concerto pour hautbois (destiné à Léon Goossens), un concerto pour violoncelle (destiné à Maurice Eisenberg), une musique de scène pour La Tempête de William Shakespeare (présentée en 1951 à Stratford-upon-Avon, avec Michael Redgrave et Richard Burton), ou encore la suite pour orchestre The Elizabethans (1953).
En outre, occasionnellement dramaturge, il est l'auteur des deux pièces Three Steps to Heaven (1955) et Life with the Girls (1956).
John Wooldridge meurt prématurément fin 1958, à 39 ans, dans un accident de la route, laissant veuve l'actrice Margaretta Scott (1912-2005) qu'il avait épousée en 1948.

## Compositions (sélection)

### Musique de film
- 1947 : Fame Is the Spur (en) de Roy Boulting
- 1949 : Guet-apens (Conspirator) de Victor Saville
- 1949 : Édouard, mon fils (Edward, My Son) de George Cukor
- 1950 : Blackmailed de Marc Allégret
- 1950 : La Femme en question (The Woman in Question) d'Anthony Asquith
- 1953 : Sa dernière mission (Appointment in London) de Philip Leacock
- 1956 : The Last Man to Hang? de Terence Fisher
- 1957 : Cinq secondes à vivre (Count Five and Die) de Victor Vicas

### Musique classique
Œuvres pour orchestre
- 1944 : The Constellations, poème symphonique ; A Solemn Hymn to Victory
- 1953 : The Elizabethans, suite
- Concerto pour hautbois ; concerto pour violoncelle
- Musique de scène pour La Tempête (The Tempest) de William Shakespeare
- Prelude for a Great Occasion (ou Music for a Great Occasion), avec orgue
- Prelude for an Unwritten Tragedy
- The Saga of the Ships, avec narrateur
- Song of the Summer Hills, rhapsodie pour orchestre à cordes